# 嗅覚受容体
嗅覚受容体（きゅうかくじゅようたい、Olfactory receptors、Odorant receptors、OR）は、嗅覚受容神経の細胞膜上に発現する化学受容体である。臭気物質の検出を担い、嗅覚を生じさせる。活性化した嗅覚受容体は活動電位を誘発し、匂いに関する情報を脳に伝達する。脊椎動物において、これらの受容体はGタンパク質共役受容体のクラスAロドプシン様ファミリーに属する。嗅覚受容体は脊椎動物で最大の多重遺伝子ファミリーを形成しており、ヒトでは約400遺伝子、ハツカネズミでは約1400遺伝子が存在する。昆虫の嗅覚受容体は、これらとは無関係なリガンド作動性イオンチャネルのグループに属する。

## 発現
脊椎動物において、嗅覚受容体は嗅覚感覚ニューロンの繊毛とシナプスの両方、そしてヒトの気道上皮に存在する。精子細胞も嗅覚受容体を発現しており、卵子を見つけるための化学走性に関与していると考えられている。

## メカニズム
嗅覚受容体は特定の単一リガンドに結合するのではなく、様々な臭気物質に対して親和性を示す。逆に、単一の嗅質分子は、分子体積などの物理化学的特性に応じて、様々な親和性で多数の嗅覚受容体に結合することができる。臭気物質が嗅覚受容体に結合すると、受容体は構造変化を起こし、嗅覚受容ニューロン内部で嗅覚型Gタンパク質（Golfおよび/またはGs）に結合して活性化させる。このGタンパク質は次に、アデニル酸シクラーゼとい脱離酵素を活性化し、ATPをサイクリックAMP（cAMP）に変換する。cAMPはサイクリックヌクレオチド作動性イオンチャネルを開き、カルシウムイオンとナトリウムイオンが細胞内に流入する。これにより嗅覚受容ニューロンが脱分極し、活動電位が発生して情報が脳へと伝達される。

## 多様性
嗅覚受容体には多種多様なものが存在し、哺乳類のゲノム中には2,000もの受容体が存在する可能性がある。これは種によって異なり、ゲノム中のタンパク質コード遺伝子の最大5%を占める。しかし、これらの潜在的な嗅覚受容体遺伝子のすべてが発現し、機能しているわけではない。ヒトゲノム計画のデータ解析によると、ヒトは約400の機能的な嗅覚受容体遺伝子を持ち、残りの600の候補は偽遺伝子である。
多種多様な嗅覚受容体が存在する理由は、可能な限り多くの異なる匂いを識別するためのシステムを提供するためである。それでもなお、各嗅覚受容体は単一の匂いを検出するわけではない。むしろ、個々の嗅覚受容体は、多数の類似した構造を持つ嗅質によって活性化されるよう、応答範囲が広く調整されている。免疫系と同様に、嗅覚受容体ファミリー内に存在する多様性により、これまで遭遇したことのない分子でも特徴付けることが可能になる。しかし、生体内での組換えによって多様性を生み出す免疫系とは異なり、個々の嗅覚受容体はそれぞれ特定の遺伝子から翻訳される。これが、ゲノムの大部分が嗅覚受容体遺伝子のコードに費やされている理由である。さらに、ほとんどの匂いは複数の種類の嗅覚受容体を活性化させる。嗅覚受容体の組み合わせと順列の数は非常に大きいため、嗅覚受容体システムは非常に多数の嗅質分子を検出・識別することができる。
嗅覚受容体の機能同定は、電気生理学的手法やイメージング技術を用いて、単一の感覚ニューロンの匂いレパートリーに対する応答プロファイルを分析することで達成できる。このようなデータは、匂い知覚の組み合わせコードを解読することができると提案されている。

## 遺伝子ファミリー
嗅覚受容体ファミリーには命名法が考案されており、これがこれらの受容体をコードする遺伝子の公式なヒトゲノム計画（HUGO）シンボルの基礎となっている。個々の嗅覚受容体ファミリーメンバーの名前は「ORnXm」という形式で表される。ここで、
- OR はルート名（Olfactory Receptor superfamily）
- n はファミリーを表す整数（例：1-56）。メンバー間の配列相同性が40%を超える。
- X はサブファミリーを示す単一の文字（A、B、C、...）。配列相同性が60%を超える。
- m は個々のファミリーメンバー（アイソフォーム）を表す整数。

である。例えば、OR1A1は嗅覚受容体ファミリー1のサブファミリーAの最初のアイソフォームである。
同じサブファミリーに属する嗅覚受容体のメンバー（配列相同性 >60%）は、構造的に類似した嗅質分子を認識する可能性が高い。
ヒトでは2つの主要なクラスの嗅覚受容体が同定されている。
- クラスI（魚類型受容体）ORファミリー51-56
- クラスII（四肢動物特異的受容体）ORファミリー1-13

クラスI受容体は親水性の嗅質を検出することに特化しているのに対し、クラスII受容体はより疎水性の化合物を検出する。

## 進化
脊椎動物の嗅覚受容体遺伝子ファミリーは、遺伝子重複や遺伝子変換といったゲノムイベントを通じて進化してきたことが示されている。同じ系統発生学的クレードに属する多くの嗅覚受容体遺伝子が同じ遺伝子クラスター内に位置しているという事実が、タンデム重複の役割の証拠を提供している。この点において、嗅覚受容体ゲノムクラスターの構成は、機能的な嗅覚受容体の数がこれらの2種間で大きく異なるにもかかわらず、ヒトとマウスの間でよく保存されている。このような誕生と消滅を繰り返す進化によって、複数の嗅覚受容体遺伝子のセグメントが集まって臭気物質結合部位の構成を生成・退化させ、新しい機能的な嗅覚受容体遺伝子と偽遺伝子を生み出してきた。
他の多くの哺乳類と比較して、霊長類は機能的な嗅覚受容体遺伝子の数が比較的少ない。例えば、最も近い共通祖先から分岐して以来、マウスは合計623の新しい嗅覚受容体遺伝子を獲得し、285の遺伝子を失ったのに対し、ヒトはわずか83の遺伝子を獲得し、428の遺伝子を失った。マウスは合計1035のタンパク質コード嗅覚受容体遺伝子を持ち、ヒトは387のタンパク質コード嗅覚受容体遺伝子を持つ。視覚優先仮説（vision priority hypothesis）は、霊長類における色覚の進化が、霊長類の嗅覚への依存を減少させた可能性があり、これが霊長類における嗅覚受容体偽遺伝子の蓄積を説明する選択圧の緩和を説明すると述べている。しかし、最近の証拠により、視覚優先仮説は誤解を招くデータと仮定に基づいていたため、時代遅れとなっている。この仮説は、機能的な嗅覚受容体遺伝子の数が特定の動物の嗅覚能力と相関すると仮定していた。この見方では、機能的嗅覚受容体遺伝子の割合の減少は嗅覚の低下を引き起こし、擬似遺伝子数が多い種もまた嗅覚能力が低下していることになる。しかし、嗅覚が優れていると言われるイヌは、機能的嗅覚受容体遺伝子の数がはるかに多いわけではない。さらに、偽遺伝子も機能的である可能性があり、ヒト嗅覚受容体偽遺伝子の67%は主嗅上皮で発現しており、そこで遺伝子発現の調節的役割を果たしている可能性がある。さらに重要なことに、視覚優先仮説は旧世界ザルの分岐点で機能的嗅覚受容体遺伝子の劇的な喪失を仮定していたが、この結論はわずか100の嗅覚受容体遺伝子からの低解像度データに基づいていた。高解像度の研究は、代わりに霊長類が最も近い共通祖先からヒトに至るすべての分岐で嗅覚受容体遺伝子を失ってきたことを支持しており、霊長類における嗅覚受容体遺伝子レパートリーの退化は、単に視覚能力の変化では説明できないことを示している。
現代人の嗅覚受容体においても負の選択が依然として緩やかに進行していることが示されており、これは現代人の嗅覚が最小機能のプラトーにまだ達しておらず、したがって嗅覚能力はいまだ減少し続けている可能性があることを示唆している。これは、将来のヒトの遺伝的進化に関する最初のてがかりを提供すると考えられている。
2014年7月に東京大学の新村芳人の研究チームが発表した研究によると、調査した動物の中で最も嗅覚受容体の種類が多かったのは、アフリカゾウであり、その機能遺伝子数は1948個と、ヒトの396個、イヌの811個、マウスの1130個を大きく上回っている。

## 発見
2004年、リンダ・バックとリチャード・アクセルは、嗅覚受容体に関する研究でノーベル生理学・医学賞を受賞した。2006年には、揮発性アミンを検出するための別のクラスの嗅覚受容体、微量アミン関連受容体（TAARs）が存在することが示された。TAAR1を除き、ヒトの機能的なTAARはすべて嗅上皮で発現している。鋤鼻受容体として知られる第3のクラスの嗅覚受容体も同定されており、鋤鼻受容体はフェロモン受容体として機能すると推定されている。
他の多くのGPCRと同様に、嗅覚受容体についても原子レベルでの実験的な構造は依然として不足しており、構造情報はホモロジーモデリング法に基づいている。2023年、OR51E2の構造が解明され、これはヒトの嗅覚受容体の構造として初めての解明となった。
しかし、異なる種で嗅覚受容体を機能的に発現させる手法が限られているため、それらの機能同定（単一の嗅覚受容体が臭気物質にどのような応答をするのかについてのプロファイルを作成すること）の試みは大きく妨げられてきた。これは、遺伝子操作された受容体OR-I7を用いて、天然のアルデヒド受容体集団の「匂い空間」を特徴付けることによって初めて達成された。